# 2023年京都市議会議員選挙
2023年京都市議会議員選挙（2023ねんきょうとしぎかいぎいんせんきょ）は、京都市における議決機関の一つである京都市議会を構成する議員を全面改選するために行われる選挙である。第20回統一地方選挙の前半戦投票日である2023年4月9日に投票が行われた。

## 概要
京都市議会議員の任期4年が満了したことに伴って実施された。67議席に対し96名が立候補し、全11選挙区で選挙戦が行われた。

## 基礎データ
- 選挙事由：任期満了
- 選挙形態：地方議会議員選挙
- 告示日：2023年3月31日
- 投票日：2023年4月9日
- 同日選挙
  - 京都府議会議員選挙
- 選挙区：11選挙区
- 定数：67名

## 選挙結果
自民党がほぼ現有の議席を確保した一方、日本共産党は市議団長を始めとするベテラン議員が相次いで落選し、14議席へと大きく後退した。また、京都維新の会は結党以来過去最多となる得票により、これまでで最多だった5議席を上回る10議席を獲得した。

## 当選した議員
自民党   共産党   公明党 
 京都維新の会   京都党   国民民主党   立憲民主党 
 無所属 
| 北区   | 菅谷浩平   | 玉本なるみ | 山本恵一 | 谷口みゆき | 片桐直哉 |
| 北区   | 兵藤慎秩   |            |          |            |          |
| 上京区 | 蔵田共子   | 森かれん   | 中高修志 | 中村三之助 |          |
| 左京区 | 宇佐美賢一 | 隠塚功     | 河村諒   | 加藤あい   | 桜井泰広 |
| 左京区 | 冨樫豊     | 熊澤真昭   | 井崎敦子 |            |          |
| 中京区 | 平井良人   | 朝倉亮     | 大津裕太 | 津田大三   | 青野仁志 |
| 東山区 | 中野洋一   | 平山貴大   |          |            |          |
| 下京区 | 神谷修平   | 北尾友香   | 下村明   | 西山信昌   |          |
| 南区   | 土方莉紗   | 島本京司   | 中村真利 | 森田由美子 | 椋田隆知 |
| 右京区 | 胡内大輔   | 江村理紗   | 湯浅光彦 | 田中崇則   | 井上与裕 |
| 右京区 | 森田守     | 菊池一秀   | 山田耕司 | 江本佳世子 |          |
| 伏見区 | 平田圭     | 久保田正紀 | 盛本英靖 | 吉田孝雄   | 道端弘之 |
| 伏見区 | 西野佐知子 | 川嶋優子   | 増成竜治 | 繁隆夫     | 赤阪仁   |
| 伏見区 | 橋村芳和   | 山根智史   |          |            |          |
| 山科区 | 小島信太郎 | 松田華子   | 富喜久夫 | 山本修士   | 山本陽子 |
| 山科区 | 北山忠生   |            |          |            |          |
| 西京区 | 北川美紀   | 河合葉子   | 田中明秀 | 平山賀一   | 天方浩之 |
| 西京区 | 西村義直   |            |          |            |          |

### 補欠選挙
| 年     | 月日   | 選挙区       | 当選者   | 当選政党 | 欠員   | 欠員政党     | 欠員事由 |
| ------ | ------ | ------------ | -------- | -------- | ------ | ------------ | -------- |
| 2024年 | 7月7日 | 中京区選挙区 | 加藤昌洋 | 自民党   | 朝倉亮 | 京都維新の会 | 辞職     |